# Le Lama (archipel de Pointe-Géologie)
Le Lama est une île rocheuse de l'archipel de Pointe-Géologie (terre Adélie), situé en mer Dumont-d'Urville (océan Austral) au large du continent antarctique.

## Description
Située à 1 600 m au nord de l'île du Gouverneur, le Lama 
commémore l'accident mortel survenu le 8 février 1999 à un hélicoptère Lama de la compagnie Héli-Union lors d'un vol à très courte distance entre la base Dumont-d'Urville et L'Astrolabe. L'île Lattanzi, à 900 m à l'est, l'île Fiorèse, à 1 500 m dans la même direction, et l'île Le Mauguen au sud de l'île des Pétrels honorent la mémoire des trois occupants,.